# Breidt
Breidt ist ein Stadtteil von Lohmar im Rhein-Sieg-Kreis in Nordrhein-Westfalen. Bis 1969 war Breidt eine eigenständige Gemeinde.

## Geographie
Breidt liegt im Südosten des Stadtgebiets von Lohmar. Umliegende Weiler und Ortschaften sind Wahlen und Effert (beide zu Neunkirchen-Seelscheid gehörend) im Norden bis Nordosten, Deesem und Krahwinkel im Osten, Winkel, Breidtersteegsmühle und Geber im Süden, Gebermühle und Salgert im Südwesten sowie Ellhausen und Grimberg im Westen bis Nordwesten.
Nordwestlich von Breidt entspringt ein namenloser, orographisch linker Nebenfluss des Naafbachs.

## Geschichte
Die Gemeinde Breidt war eine Landgemeinde in der Bürgermeisterei Lohmar. 
Zur Gemeinde gehörten sieben Wohnplätze mit 132 Wohngebäuden (einschließlich unbewohnten) und 124 Haushaltungen.
Die zugehörenden Ortsteile zu Breidt waren 1885 Breidtersteegsmühle, Deesem, Geber, Krahwinkel, Weegermühle und Winkel.
Die Gemeinde Breidt hatte 1885 insgesamt 576 Einwohner, davon 299 Männer und 277 Frauen. In der Gemeinde gab es 438 Katholiken, die zur Pfarre Birk gehörten. Außerdem gab es 138 Bürger evangelischen Glaubens, die die Kirchen von Wahlscheid und Seelscheid besuchten.
1885 hatte die Gemeinde 461 ha Fläche, davon 282 ha Ackerland, 41 ha Wiesenfläche und 76 ha Waldfläche.
Bis zum 31. Juli 1969 war Breidt eine eigenständige Gemeinde, zu der auch die heutigen Lohmarer Stadtteile Deesem, Geber und Krahwinkel gehörten.

### Einwohnerentwicklung
| Jahr | Einwohner |
| ---- | --------- |
| 1816 | 522       |
| 1843 | 650       |
| 1871 | 553       |
| 1905 | 512       |
| 1961 | 539       |

## Baudenkmäler
Die katholische Kirche „St. Joseph“ in Breidt wurde 1970 nach Plänen des Kölner Architekten M. M. Rubcic gebaut. Der Altar wurde vom Kölner Bildhauer Wolfgang Reuter geschaffen. Die beiden 17 und 29 Kilogramm schweren Glocken sind auf die Namen „Maria, Königin des Friedens“ und „Joseph, Schutzpatron der Arbeiter“ geweiht. Die Kirche in Breidt ist eine Filiale der Birker „Pfarrkirche St. Mariä Geburt“ und steht unter Denkmalschutz.

## Infrastruktur
- Standort der Freiwilligen Feuerwehr

## Verkehr
Breidt liegt an der Kreisstraße 37. Der ÖPNV wird durch ein Anruf-Sammeltaxi ergänzt. Breidt gehört zum Tarifgebiet des VRS.